# Митряев, Владимир Александрович
Митряев Владимир Александрович (15 июня 1923, Симбирская губерния — 27 апреля 1960, Горький) — участник Великой Отечественной войны, телефонист 106-го гвардейского отдельного батальона связи 75-й гвардейской стрелковой дивизии 61-й Армии 1-го Белорусского фронта, гвардии ефрейтор, Герой Советского Союза (1945).

## Биография
Родился 15 июня 1923 года в селе Мяндровка Алатырского уезда, Симбирской губернии. В 1938 году окончил Ильинскую неполную среднюю школу Сеченовского района. Работал в колхозе, затем переехал в город Иваново, где работал слесарем на ткацкой фабрике.
В Великой Отечественной войне гвардии красноармеец Митряев с ноября 1942 года — телефонист 106-го отдельного гвардейского батальона связи 75-й гвардейской стрелковой дивизии. Участвовал в обороне Сталинграда, награждён медалью «За оборону Сталинграда».
Во время боёв на Курской дуге «показал примеры стойкости и отваги. Связь на его участке была бесперебойная. Никакая бомбёжка и артиллерийско-минометный огонь противника не останавливали его, повреждения исправлялись быстро и в срок. 11.7.43 тов. Митряев устранил свыше 40 порывов. Отличной работой тов. Митряев обеспечивал бесперебойность связи КП 212-го гвардейского стрелкового полка с КП дивизии». Был награждён медалью «За боевые заслуги».
Участвовал в форсировании Днепра и освобождении Украины, в боях за освобождение Белоруссии и Прибалтики, затем в боях в Польше. Особо отличился в Висло-Одерской операции при форсировании реки Одер. Командир 106-го отдельного гвардейского батальона связи 75-й гвардейской стрелковой дивизии гвардии капитан Трушин написал в наградном листе:

17 апреля 1945 года группа бойцов в количестве 8-ми человек во главе с врид командира роты Севостьяновым получила задание навести две телефонные кабельные линии на левый берег р. Одер. Но при выполнении задания 4-ре человека погибло. Тов. Митряев поклялся выполнить эту работу за всех и отомстить за смерть товарищей. В течение 2-й половины дня тов. Митряев один с попутными лодками навел две линии через реку Одер. Когда вторую линию он прямо подвел в боевые порядки, противник перешёл в контратаку, тов. Митряев был ранен, истекая кровью он продолжал дежурить у аппарата, вызывая огонь нашей артиллерии, отказавшись от эвакуации до тех пор, пока не была отбита контратака противника. Тов. Митряев в тяжелом состоянии направлен в санбат. В течение дня тов. Митряев шесть раз переплывал р. Одер и принимал участие в отражении контратак противника. В результате такого геройского поступка связь с левым берегом реки Одер работала бесперебойно.
Указом Президиума Верховного Совета СССР от 31 мая 1945 года за мужество и героизм, проявленные при форсировании реки Одер, захвате и удержании плацдарма на её западном берегу гвардии ефрейтору Митряеву Владимиру Александровичу присвоено звание Героя Советского Союза с вручением ордена Ленина и медали «Золотая Звезда».
Войну Митряев В. А. закончил 3 мая 1945 года с выходом 75-й гвардейской стрелковой дивизии к реке Эльба южнее города Виттенберге (земля Бранденбург, севернее Берлина).
Демобилизован в 1947 году. С 1948 год работал на Горьковском автомобильном заводе мастером. Умер в 1960 году, похоронен в Нижнем Новгороде на Старо-автозаводском кладбище.

## Награды
- медаль «Золотая Звезда» № 7002 Героя Советского Союза (31 мая 1945)
- орден Ленина
- Медали

## Память
- В Нижнем Новгороде на доме где жил В. А. Митряев, установлена мемориальная доска[6].
- Именем Митряева названа школа, к которой он учился.